# Platja de Binimel·là
La platja de Binimel·là està situada a l'illa de Menorca i concretament al nord del municipi d'Es Mercadal.
Aquesta platja, molt gran, està situada entre punta d'en Bal·la i Cala Pregonda.
Les seves aigües són cristal·lines i té molta roca.
Per arribar fins a sa platja s'ha de passar una sèrie de finques. El vehicle ha d'estacionar a l'aparcament que està devora de sa platja.